# خالد آکچاتپه
خالد آکچاتپه (ترکی استانبولی: Halit Akçatepe) یک بازیگر ترکیه‌ای بود. او فرزند سیتکی آکچاتپه بود. او اولین فیلم خود را در ۵ سالگی بازی‌کرد.